# Valeille
Valeille là một xã trong tỉnh Loire miền trung nước Pháp.